# かえし
かえしとは「煮かえし」の略された物で、蕎麦汁（そばつゆ）に使われる調味料。基本的には、醤油に味醂を加え、煮かえしてアルコール成分を飛ばしたものとする説もある。このかえしを出汁で割って蕎麦汁が作られる。
また、ラーメンにおいてもスープで割る前のタレを、かえしと呼ぶことがある。

## 蕎麦のかえし
醤油に砂糖、味醂（場合によっては日本酒など）を加え、しばらく寝かせることによって作られる。寝かせるのは、醤油の角を取り味を熟成させるためである。基本的に材料は一緒であるが、作り方によって3種類に分けられる。店毎に作られ、出汁以上に店の味を決定付ける物であることから、店の秘伝とされることも多い。なお、つけ蕎麦用にかえしを濃く出汁で割った汁を辛汁（からつゆ）、温かい蕎麦用に薄めに出汁で割った汁を甘汁（あまつゆ）という。辛汁と甘汁で出汁を変える場合もある。蕎麦・ラーメン共に有名な山形県には蕎麦のかえしをラーメンのスープ（主に鶏系）で仕上げたラーメンの「鶏中華」がある。
- 標準的な配合比率は以下の通り[1]。

醤油 ：18L （1斗）
味醂 ：1.8L （1升）
砂糖 ：3.75kg （1貫）

### 本かえし
加熱した醤油に砂糖、味醂を加える。

### 生かえし
砂糖、味醂を加熱して水飴状にして、非加熱の醤油に混ぜ合わせる。

### 半生かえし
少量の醤油を加熱して砂糖、味醂を加えた物を非加熱の醤油に混ぜ合わせる。

### 御膳がえし
かえしにさらに味醂を加え寝かせた物を御膳（前）がえし（ごぜんがえし）、または上がえしといい、ざる蕎麦用のざる汁に使われる。上がえしとも言われるように、通常のかえしよりも濃厚な上級品である。しかし、現在ではもり蕎麦とざる蕎麦の違いは海苔だけの店が多く、御膳がえしを利用したざる汁を出す店は非常に稀である。

## ラーメンのかえし
元々は醤油ダレの事であり、チャーシュー（煮豚）の煮汁を煮詰めた物を使う店がほとんどであった。現在は専用に作る店が多く、作り方も店によって大きく異なるが、基本的には出汁の出る物と一緒に煮詰めて作る。ラーメンの味覚のバリエーションが増えた事に伴い、味噌ダレ、塩ダレなども含めタレの総称としても使われる。